# Doronicum columnae
Doronicum columnae es una planta de la familia de las compuestas.

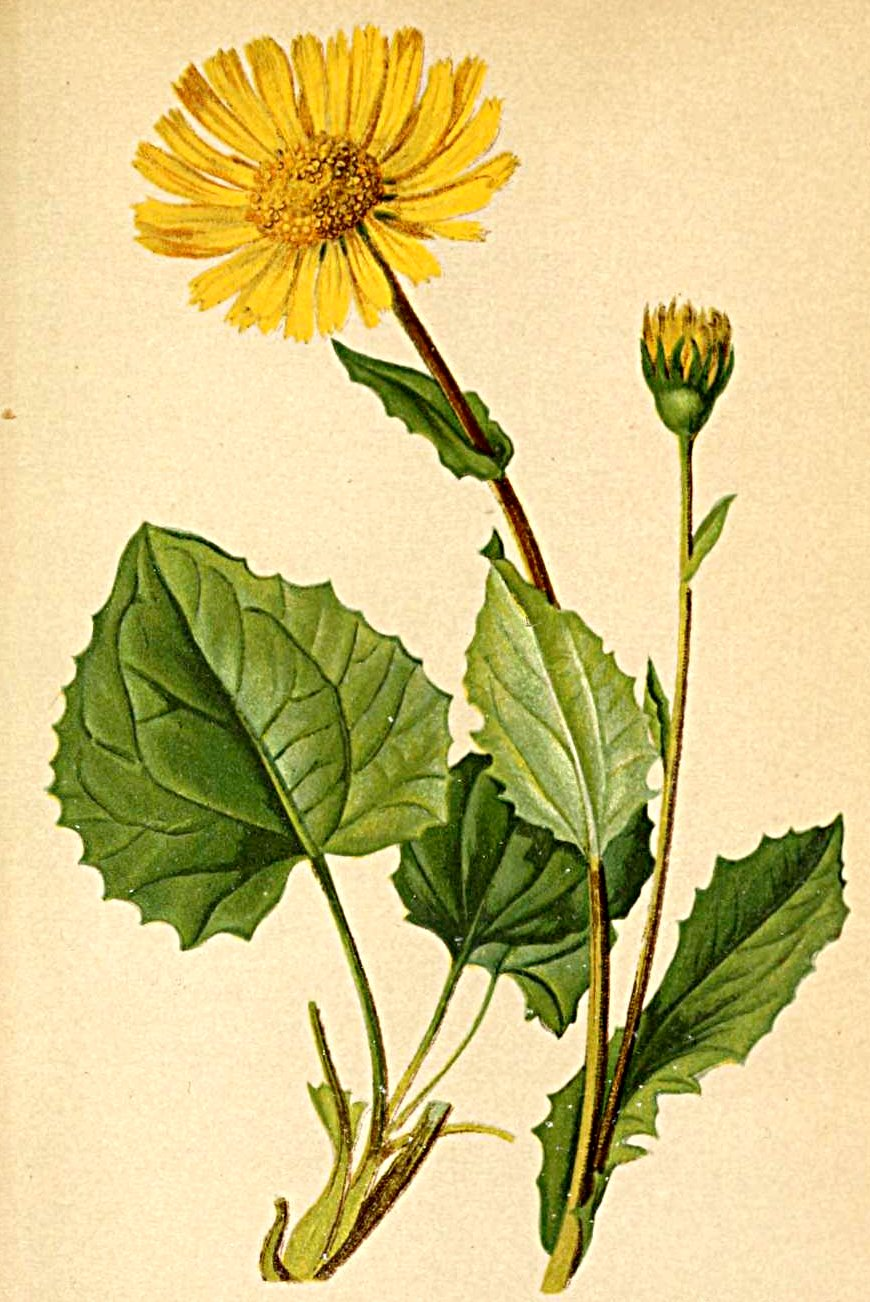
Ilustración

## Descripción
Planta perenne, glabra hasta vellosa, herbácea, de 12-60 cm de alto. Rizoma delgado. Tallo erecto, sencillo, normalmente curvado por arriba, con follaje solo por la mitad inferior. Hojas basales en roseta, con peciolo de 3-6 cm de largo, limbo ovalado, redondo o acorazonado, de 3-7 cm de largo y hasta 6,5 cm de ancho, dentado. 2-3 hojas caulinares alternas, oval-lanceoladas, de hasta 4 cm de largo , más o menos abrazadoras. Cabezuelas solitarias, de 4-5 cm de ancho, con pedúnculo glanduloso. Involucro de 2 hasta 3 capas. Brácteas involucrales lanceoladas, de 8-14 mm de largo, densamente cubiertas de pelos glandulosos. Lígulas amarillas, femeninas, en una hilera aproximadamente el doble de largas que el involucro. Flósculos hermafroditas. Frutos con costillas, vellosos, con corona de pelos de 1 o 2 hileras.

## Hábitat
Roquedales calcáreos sombríos, húmedos.

## Distribución
Montañas en el Mediterráneo central y oriental, Balcanes.

## Taxonomía
Doronicum columnae fue descrita por Michele Tenore   y publicado en Flora Napolitana 1: 49. 1811
Sinonimia
- Arnica wulfeniana Pollini
- Aronicum cordatum
- Doronicum caucasicum Vis.
- Doronicum caucasicum var. elatior Ambrosi
- Doronicum cordatum Sch.Bip.
- Doronicum cordatum K.Koch
- Doronicum cordifolium Sternb.
- Doronicum eriorrhizon Guss.
- Doronicum lucidum Bernh. ex Pantoc.
- Doronicum nendtvichii Sadler
- Doronicum orientale Rchb. non Hoffm.
- Doronicum pilosum (Simonk.) Simonk.
- Doronicum wulfenianum (Pollini) Poir.[3]